# Corsia merimantaensis
Corsia merimantaensis är en enhjärtbladig växtart som beskrevs av Pieter van Royen. Corsia merimantaensis ingår i släktet Corsia och familjen Corsiaceae.
Artens utbredningsområde är Papua Nya Guinea. Inga underarter finns listade.